# Sonya Blade
Sonya Blade è un personaggio del videogioco Mortal Kombat. Il personaggio è ispirato alla campionessa di karate Cynthia Rothrock.

## Caratteristiche
Il luogotenente Sonya Blade fa la sua prima apparizione nel primo capitolo di Mortal Kombat: è membro dell'Unità Forze Speciali degli Stati Uniti e dell'agenzia investigativa del Mondo Esterno (Outer World) — nonché unico personaggio femminile selezionabile sin dal primo gioco. La sua impulsività è mitigata dal suo superiore nonché miglior amico Jax. Sonya è una donna emancipata, femminista, caparbia e orgogliosa. Ha stretto un forte legame di amicizia con Johnny Cage, Liu Kang e Kitana; il suo principale nemico è Kano, che Sonya disprezza in quanto assassino del suo vecchio compagno.

## Storia
Sonya compare per la prima volta in Mortal Kombat (1992): ha l'incarico di catturare Kano, il quale in precedenza aveva ucciso un componente delle Forze Speciali. Ciò la porterà a inseguire il criminale fino all'Isola di Shang Tsung, dove lo stregone cattura i suoi uomini per costringerla a partecipare al torneo. Dopo la vittoria di Liu Kang contro Goro e Shang Tsung, Sonya, Johnny Cage e Kano uniscono le proprie forze per sconfiggere nuovamente Goro; ma un terremoto distrugge l'isola e mentre Kano fugge da Sonya, ambedue vengono catturati da Shao Kahn; ciò nonostante, Sonya riesce a inviare un messaggio di soccorso al suo partner Jax Briggs.
In Mortal Kombat II Jax salva Sonya, ma Kano si sottrae nuovamente alla cattura. In Mortal Kombat 3, durante l'invasione di Shao Kahn, Sonya Blade e Jax tentano di avvertire il governo degli Stati Uniti del pericolo incombente, ma il loro sforzo risulta vano. Fra i superstiti all'invasione di Shao Kahn, Sonya si fa avanti per sconfiggere Kano una volta per tutte; durante lo scontro, svoltosi su un grattacielo vicino al palazzo di Shao Kahn, Kano sembra poter avere la meglio, ma Sonya lo afferra per un piede e lo getta nel vuoto, provocandone l'apparente morte.
In Mortal Kombat 4, però, nonostante la sconfitta dell'imperatore, il Dragone Nero rimane pur sempre un ostacolo per le Forze Speciali; come se non bastasse, Shinnok, il dio decaduto, è tornato per vendicarsi degli Dèi Antichi (Elder Gods) superstiti e i loro servitori, tra cui Raiden e Fujin, e dei campioni della Terra, fra cui Liu Kang, Johnny Cage, Sonya, Kitana (precedentemente catturata), Jax, Scorpion e Sub-Zero. Dopo che Shinnok è stato sconfitto, nel suo finale Sonya affronta Jarek, membro del Dragone Nero che si era temporaneamente alleato con lei; Jarek si lancia su Sonya, che però schiva l'attacco facendo cadere Jarek nel burrone. Nel finale non canonico di Jax invece, Jarek spinge Sonya giù dal burrone ed è Jax a finirlo. Nell'edizione speciale Mortal Kombat Gold, si scopre inoltre che Jax e Sonya hanno trovato Cyrax e hanno ripristinato il suo libero arbitrio.
In Mortal Kombat: Deadly Alliance, Sonya e i compagni rimasti devono ancora una volta proteggere la Terra; questa volta la minaccia è rappresentata dall'Alleanza Mortale tra Shang Tsung e Quan Chi, i quali sono finalmente riusciti a uccidere Liu Kang e Shao Kahn; Sonya viene mandata in missione per trovare Kenshi e Cyrax, ma successivamente viene uccisa dall'Alleanza Mortale e resuscitata da Onaga al suo servizio in Mortal Kombat: Deception. Tuttavia, verrà liberata dallo spirito di Liu Kang e da Ermac.
In Mortal Kombat: Armageddon, Sonya e la sua unità sorprendono Sektor e i suoi uomini del Tekunin mentre questi procedono alla conquista di alcuni territori protetti dal Regno della Terra; Sonya, avuta la meglio sugli uomini di Sektor, trova una traccia di un maschio di origine edeniana di nome Taven; mentre quest'ultimo si accinge a sconfiggere un mostro delle nevi, Sonya annienta il mostro e interroga Taven il quale, pur rivelandole la propria identità, le nasconde le proprie reali intenzioni; perciò Sonya è costretta ad affrontarlo, ma Raiden interviene dicendole che Taven non ha nulla che fare con i Tekunin: quindi Sonya desiste dalla lotta. Nel suo finale, dopo la battaglia finale Sonya uccide Blaze e ottiene un potere immenso, ma anche la capacità di dominare il fuoco. Sopraggiunge Kano che la sfida in una battaglia all'ultimo sangue, finché Sonya lo uccide con una fiammata; con questo Kano è ormai scomparso e Sonya si occupa anche di tutti gli altri membri delle organizzazioni del Dragone Rosso e del Dragone Nero.
Nella storia alternativa di Mortal Kombat (2011), Sonya partecipa al torneo di Shang Tsung per un motivo diverso: era infatti caduta in una trappola tesale da Kano che si era finto un informatore, portando alla morte dei suoi uomini e alla cattura di Jax. Sonya quindi è sull'isola per salvare Jax e vendicarsi di Kano. Dopo aver attirato l'attenzione di Johnny Cage, che le salva la vita da un primo attacco di Kano, Sonya si reca nella tana di Goro per salvare Jax ma viene scoperta da Shang Tsung; Sonya è quindi costretta ad affrontare il Sub-Zero originale (Bi-Han), e Raiden, che le impedisce di attaccare Sahng Tsung in quanto crede che Liu Kang debba sconfiggerlo per adempiere alle sue visioni del futuro. Dopodiché Sonya sconfigge Kitana e Jade e infine Kano e si unisce al gruppo di Raiden. Alla fine del primo torneo, durante i festeggiamenti per la vittoria, viene catturata dall'armata di tarkatan che ha invaso l'accademia Wu Shi e portata nel Regno Esterno. Dopo aver tentato la fuga, Sonya è imprigionata nella Fossa della Morte sotto la sorveglianza di Sheeva, ma viene liberata da Jax, Raiden e Johnny e decide di indagare su alcune misteriose "presenze tecnologiche" rilevate dal suo dispositivo di tracciamento insieme a Jax. I due incontrano il nuovo Sub-Zero (Kuai Liang) e subiscono un attacco di Ermac che costa le braccia a Jax; Kuai Liang indica quindi a Sonya la via per un portale con il quale i due possono tornare sulla Terra, ritirandosi dal torneo. Durante l'invasione del Regno Esterno, Sonya e Johnny sono gli unici guerrieri che sopravvivono al massacro compiuto dalla rediviva Sindel, e, dopo la sconfitta di Shao Kahn, insieme a Raiden piangono la morte di Liu Kang.
In Mortal Kombat X, due anni dopo la morte di Shao Kahn, la Terra subisce un'altra invasione da parte di Shinnok, ma questa volta dalla sua parte ci sono i revenant dei guerrieri caduti nel gioco precedente, riportati in vita da Quan Chi. Nel primo capitolo Sonya, promossa al rango di Maggiore, guida le Forze Speciali contro l'esercito del Regno Occulto, insieme a Kenshi e Johnny Cage; durante il viaggio verso il Tempio Celeste di Raiden viene quasi sopraffatta dal Jax revenant e in seguito viene quasi uccisa da Shinnok, ma Johnny la salva, liberando il suo potere e sconfiggendo il Dio caduto, che viene rinchiuso nel suo stesso Amuleto da Raiden. Vent'anni dopo Sonya è il Generale delle Forze Speciali, e lei e Johnny hanno avuto una figlia, Cassie, la quale guida una nuova squadra di giovani guerrieri quali la figlia di Jax, Jacqui, il figlio di Kenshi, Takeda e il cugino di Kung Lao, Kung Jin. Sonya e Johnny però hanno divorziato per il fatto che lei è troppo impegnata nel suo lavoro e non ritiene che Cassie sia all'altezza del suo nuovo incarico. Quando un gruppo di profughi del Regno Esterno giunge sulla terra per sfuggire alla guerra civile tra Kotal Kahn e Mileena, si scopre che quest'ultima ha rubato l'Amuleto di Shinnok, cosa confermata da Raiden; Li Mei inoltre afferma che Kano si è nascosto tra i profughi pertanto Sonya si mette sulle sue tracce. Durante il suo capitolo viene mostrato un lungo flashback in cui, poco dopo la sconfitta di Shinnok, Johnny e Sonya attaccano la fortezza di Quan Chi; Sonya sconfigge Scorpion, Jax e Quan Chi mentre Raiden salva la vita a Johnny ripristinando tra l'altro Jax, Sub-Zero e Scorpion alla loro forma umana. Nel presente Sonya sconfigge Kano, ma non lo uccide poiché è al corrente della posizione di Mileena e dell'Amuleto. Mentre Cassie e la sua squadra si occupano di Mileena, Sonya chiede aiuto a Jax per catturare Quan Chi nel Regno Occulto; dopo la sconfitta dello stregone però, il maestro Hanzo Hasashi, ovvero Scorpion, si presenta al campo dei rifugiati per ucciderlo. Sonya non riesce a fermare Scorpion che uccide Quan Chi poco dopo che lui ha liberato Shinnok dall'Amuleto, recuperato da D'Vorah e rimane ferita nello scontro. Ritorna poi nel finale in cui, dopo la sconfitta di Shinnok da parte di Cassie, riconosce le doti della figlia e si riconcilia con Johnny.
In Mortal Kombat 11, due anni dopo Sonya è ancora Generale delle Forze Speciali e all'inizio del gioco sfida Cassie per verificare le sue abilità, per poi promuoverla Comandante. Le due guidano le Forze Speciali contro l'esercito del Regno Occulto, ora governato dai revenant Liu Kang e Kitana. Mentre Raiden fa da diversivo all'esterno e Cassie tiene impegnati gli altri revenant, Sonya piazza le cariche esplosive per distruggere il tempio delle ossa di Shinnok ma Liu Kang crea una frana in cui rimane seppellita. Sonya dice quindi addio a sua figlia e si sacrifica facendo esplodere le cariche. Quando Kronika, in cerca di alleati per portare avanti il suo piano, crea una fusione temporale, le versioni più giovani (da Mortal Kombat IX) di Sonya, Jax e Johnny compaiono nella base delle Forze Speciali. La Sonya del passato apprende quindi alcuni dettagli sul suo futuro e fa fatica a credere che si metterà insieme a Johnny, allora ancora immaturo e narcisista; inoltre apprende della sua morte, cosa che la porta ad un litigio con la futura figlia Cassie. Quando i due Kano e i Lin Kuei cibernetici attaccano la base Sonya e il Johnny passato vengono catturati e portati in un fight club del Dragone Nero dove Sonya è costretta ad affrontare le controparti del passato di Kabal (al quale Kano mente, affermando che Sonya sarà la responsabile delle sue ustioni) e Erron Black. L'arrivo di Cassie e della sua squadra salva la situazione e Sonya uccide il Kano passato, cancellando dall'esistenza anche quello del presente e sconfigge anche Geras. Dopodiché Sonya si riconcilia col suo Johnny e i due rimangono assenti per il resto della storia, probabilmente per riprendersi dalle loro ferite.
Sonya ha un ruolo minore nell'episodio DLC Aftermath in cui, dopo che Liu Kang ha sconfitto Kronika, Shang Tsung, Nightwolf e Fujin tornano indietro nel tempo a recuperare la corona di Kronika prima di Cetrion. Qui le versioni passate di Sonya e Johnny si stanno preparando a partecipare alla battaglia finale ma la loro partenza è impedita dal tradimento di Sindel, che ha liberato Shao Kahn: i due infatti sconfiggono Cassie, Johnny e Sonya e li fanno portare via dai loro seguaci. Come nel caso di molti personaggi, il loro destino è incerto dato che non vengono mostrati in nessuno dei due finali.

## Apparizioni
- Mortal Kombat (1992)
- Mortal Kombat 3
- Mortal Kombat Trilogy Demo
- Mortal Kombat Trilogy
- Mortal Kombat 4
- Mortal Kombat: Deadly Alliance
- Mortal Kombat: Shaolin Monks
- Mortal Kombat: Armageddon
- Mortal Kombat vs DC Universe
- Mortal Kombat (2011)
- Mortal Kombat X
- Mortal Kombat 11